# Laurent Blanpain
Pour les articles homonymes, voir Blanpain.
Laurent Blanpain, né à Paris, est un acteur français spécialisé dans le doublage.
Il est la voix française de Batman, dans la série d'animation Batman, le justicier masqué.

## Biographie
Laurent Blanpain a commencé sa carrière professionnelle après avoir obtenu un diplôme de commerce, en se tournant rapidement vers le théâtre. Il a joué dans diverses productions théâtrales, notamment Zoo ou l'Assassin philanthrope et Le Petit Prince. Il a également participé à des productions de théâtre de rue et immersif, comme au Parc Astérix.
Il a suivi une formation à l'École d’Art Dramatique Jean Périmony, où il a étudié pendant trois ans sous la direction de professeurs tels que Sylvia Roux, Erick Desmarestz, Stéphane Duclos, Christian Bujeau, Isabelle Rattier, Azize Kabouche et Thierry Harcourt. Il a également suivi une formation à la comédie musicale et au théâtre musical avec Marina Albert. Il a complété sa formation avec une formation de doublage au Studio Capitale et une formation à la Guildhall School of Music and Drama, où il a étudié Shakespeare.
En plus de sa carrière théâtrale, il est un comédien de doublage. Il est la voix française de Batman dans la série animée Batman, le justicier masqué. Il a également prêté sa voix à divers personnages dans des films, séries et jeux vidéo, tels que Les Emmerdeurs (2018) et Far Cry 6 (2021),.

## Doublage

### Cinéma

#### Films
- 2017 : The Endless : Justin (Justin Benson)
- 2019 : Ce que veulent les hommes : Eddie (Chris Witaske)
- 2019 : Alita: Battle Angel : Jashugan (Jai Courtney) (caméo non credité)
- 2022 : Violent Night : Techie (Cha-Lee Yoon)
- 2022 : Hocus Pocus 2 : Billy Butcherson (Doug Jones)
- 2022 : Pas moyen de s'entendre ! : Anibal (Nando Cunha)
- 2022 : L'Abîme de l'Enfer : Marek (Piotr Zurawski)
- 2023 : Familia (es) : Tomas (Fernando Alvarez Rebeil)
- 2024 : House of Spoils (en) : ? (?)
- 2024 : Mufasa : Le Roi lion : ? (?)
- 2025 : Blanche-Neige : ? (?)
- 2025 : Bullet Train Explosion : Mukai [Qui ?]

#### Films d'animation
- 2021 : Jujutsu Kaisen 0 : Larue
- 2025 : La Rose de Versailles (en)

### Télévision

#### Téléfilms
- 2024 : Secrets Between Sisters : l'officier Holt (Jeff Huth)

#### Séries télévisées
- 2017 : The Chosen : Soldat (Jeremy Hoop)
- 2018 : When Heroes Fly : Dov 'Dubi' Ashkenazi (Nadav Netz)
- 2019 : V Wars : Alex Waide (Taras Lesiuk)
- 2019 : Kidnapping : Staahl (Sigurd Holmen le Dous) et Lange (Niels Anders Manley)
- 2019 : Les Anonymes : M. Park (Danny Kim)
- 2020 : FBI: Most Wanted : Mark Romano (Will Erat)
- 2020 : Toujours là pour toi : l'officier Ellis (Hamza Fouad), Dr Shillito (James Rha), Mark (Kurt Teixeira) et Brooks (Matt Visser)
- 2020 : Freud : Oberleutnant Riedl (Aaron Friesz et Eli Bernays (Nadiv Molcho)
- 2020 : Motherland: Fort Salem : le lieutenant Anderson (Charles Zuckermann)
- 2021 : Joe Pickett (en) : Merle (Noah Dalton Danby)
- 2021 : Young Rock : Ric Flair (Matty Farrelly)
- 2021 : Vigil : Wilson (Rian Gordon) et Peter Ingles (Sam Redford)
- 2021 : Cowboy Bebop : Dagmar (Scott Wills)
- 2021 : New York, crime organisé : Roy Clark (Elan Zafir)
- 2022 : Mammifères (en) : Briggsy (Rasmus Hardiker)
- 2022 : The Playlist : Mattias Arrelid (Lucas Serby)
- 2022 : The Essex Serpent : George Spencer (Jamael Westman)
- 2022 : Périphériques, les mondes de Flynne : Al Derosa (Eddie Arnold)
- 2022 : Dahmer - Monstres : L'Histoire de Jeffrey Dahmer : le doyen des étudiants (Aaron Coleman)
- 2023 : Still Up (en) : Adam (Luke Fetherston)
- 2023 : Justified: City Primeval : Bill Downey (Dominic Fumusa) (mini-série)
- 2023 : Pacto de silencio : Antonio (Christian Ramos)
- 2023 : Black Knight : 3-3 (Lee Soon-Won)
- 2023-2025[n 1] : Gannibal : Jin (Yūya Matsuura) (saison 1) et Shige [Qui ?] (saison 2)
- 2024 : Sur les ailes de la chance : Selim Kajler (Michael Aloni)
- 2024 : Grosse pression : Belmont Mechanic (John McKeever)
- 2025 : À l'aube de l'Amérique : Frank Cook (Dominic Bogart) (mini-série)
- 2025 : Black Mirror : Claude (Stanley Weber) (saison 7, épisode 3)
- 2025 : The Last of Us : ? (?) (saison 2, épisode 1)
- 2025 : Ironheart : Hunter Mason (David Vaughn) (mini-série)

#### Séries d'animation
- 2011 : Tiger et Bunny : Nicolai Brahe
- 2014-2016[n 2] : Haikyū!! : Kazuhito Narita
- 2017 : Black Clover : Kabue Carillon
- 2017 : Made in Abyss : Simred
- 2018 : Food Wars! : Sōmei Saitō
- 2018 : Jojo's Bizarre Adventure : Golden Wind : Diavolo
- 2018-2022 : Overlord : Zenberu Gugū, Raeven, Erya et Baziwood
- 2018-2022 : My Hero Academia : Inasa Yoarashi, Ryo Inui / Hound Dog, Yoarashi Inasa, Hazukashi Teruo, Hanabata Kōkū et Chikazoku Tomoyasu
- 2019-2025 : Fire Force : Akitaru Obi
- depuis 2019 : Vinland Saga : Thorkell (doublage Crunchyroll)
- 2020 : Tonikawa : Over the Moon for You : Ginga Onimaru[n 3]
- 2020 : Shokugeki no Souma : Gou no Sara : Somei Saito (Enfant, San no Sara)
- 2021 : SK∞ the Infinity : Nanjō Kojirō
- 2021 : Platinum End : Shōgo Hatakeyama
- 2021 : Dota: Dragon's Blood (en) : Hieronimo
- 2021 : Edens Zero : Kenzaiten Nino
- 2021 : Baki Hanma : Chamomile Lessen
- 2022 : Orient - Samurai Quest : Morishika
- 2022 : Kotaro en solo : Kaneshiro
- 2022 : Thermae Romae Novae : Titus
- 2022 : Shine On! Bakumatsu Bad Boys! (en) : Bōma
- 2023 : Frieren : Eisen
- 2023 : Onmyōji : Celui qui parle aux démons : voix additionnelles
- 2023 : Mashle : Olore Andrew
- 2023 : Zom 100: Bucket List of the Dead : Mikio Kōsaka
- 2024 : Chillin' in Another World with Level 2 Super Cheat Powers (en) : Gholl
- 2024 : La dresseuse sans étoiles parcourt le monde : Oguto
- 2024 : Helluva Boss : Stolas
- 2024 : Metallic Rouge : voix additionnelles
- 2024 : Code Geass: Rozé of the Recapture (en) : Isao Monobe et Britannian 3A
- 2024 : A Sign of Affection : voix additionnelles
- 2024-2025 : Fairy Tail: 100 Years Quest : Skullion et Goldmine jeune
- 2024-2025 : Dandadan : Serpo C et Jurian Kitō (version Netflix)
- depuis 2024 : Batman, le justicier masqué : Bruce Wayne / Batman[n 4]
- depuis 2024 : Wind Breaker : Tōma Hiiragi
- 2025 : Moonrise (en) : voix additionnelles
- 2025 : My Happy Marriage : Mukadeyama (saison 2)
- 2025 : SK∞ the Infinity Extra Part : Joe (OAV)

### Jeux vidéo
- 2019 : Borderlands 3 : Beef Plissken
- 2020 : Cookie Run: Kingdom : Cookie Capitaine Caviar et Cookie Baie sauvage
- 2020 : Assassin's Creed Valhalla : Le Siège de Paris : Somei Saito
- 2021 : Immortals Fenyx Rising : Mythes de l'Empire céleste : Tao Wu l'annonciateur
- 2022 : Lost Ark : ?
- 2022 : Call of Duty : Modern Warfare II : John « Soap » MacTavich
- 2022 : Mario + The Lapins Crétins: Sparks of Hope : Tom Barouette
- 2024 : Banishers : Ghosts of New Eden : Red MacRaith
- 2024 : Star Wars Outlaws : ?
- 2024 : Batman : Arkham Shadow (en) : Kausman, Bird et Weston
- 2025 : Monster Hunter Wilds : voix additionnelles
- 2025 : Space Adventure Cobra - The Awakening : l'homme de verre, Ben, Tom et le copilote

### Direction artistique
- 2024 : Overlord : The Sacred Kingdom (avec Grégory Laisné)
- 2025 : À l'aube de l'Amérique (assistant de Laurent Dattas)

## Publicités
- Laforêt : rôle du père jouant avec sa petite fille
- Groupama : rôle principal du jeune homme en couple
- Peugeot 2008 : l'un des randonneurs esseulés
- Les Emmerdeurs : officier Allemand dans la France occupée, rôle joué en Allemand
- SNCF : passager du nouveau TGV et fan de film des années 90

## Théâtre
- Piano : Théâtre des déchargeurs
- Prisoner 46664 : Pièce jeune public en Anglais.
- Trois Ruptures, de Rémi de Vos : Théâtre de la Jonquière
- Zoo - Vercors : rôle de Kreps, anthropologue allemand. Théâtre de Verre
- Les Criminels de Brückner : Représentations en Allemagne et en Aquitaine
- Molière - La Jalousie du Barbouillé et Le Médecin Volant : Théâtre Gérard Philippe à Meaux
- La Panne de Friedrich Dürrenmatt : Bouffon théâtre
- Le Petit Prince :
- L'Emmerdeuse : Théâtre du Funambule Montmartre